# Bhediyahi
Bhediyahi – gaun wikas samiti w środkowej części Nepalu  w strefie Narajani w dystrykcie Rautahat. Według nepalskiego spisu powszechnego z 2001 roku liczył on 482 gospodarstw domowych i 2680 mieszkańców (1321 kobiet i 1359 mężczyzn).